# André Rozay
André Rozay est un céramiste français né le 29 septembre 1913 à Foëcy (Cher) et mort le 7 septembre 1991 à La Borne (Cher). Il est l'un des artisans du renouveau de l'art céramique français à La Borne.

## Biographie
Ancien élève de l'école de céramique de Vierzon et de l'école des Beaux Arts de Bourges (où il fait la connaissance de Jean Lerat) ainsi que des Beaux Arts de Paris, il possède une solide formation de dessin et de peinture. Arrivé à La Borne en 1943 pour travailler pour François Guillaume avec Jean Lerat dans l'atelier d'Armand Bedu, il échappe ainsi au service du travail obligatoire en Allemagne (STO) et vit à La Borne en clandestin.
Il travaille ensuite dans l'atelier d'Alphonse Talbot et succède à ce dernier en 1958. 
En 1962, il crée avec Pierre Mestre, Yves Mohy, Claudine Monchaussé  l'amicale des potiers de La Borne et la première d'une série d'expositions annuelles dans l'ancien atelier du charron Émile Foucher. L'association des potiers de La Borne succède à l'amicale et dépose ses statuts en 1971. C'est la préfiguration de l'actuelle Association des céramistes et du Centre de céramique contemporaine de La Borne. 
Membre fondateur de l’Association de sauvegarde et de protection du patrimoine potier et du site de La Borne, en 1987 il crée avec cette association le Musée de la poterie traditionnelle dans l'ancienne chapelle du village.
André Rozay a produit de nombreuses pièces utilitaires tournées et des sculptures très souvent construites à partir d'éléments faits au tour et émaillées à la cendre.
Par une stylisation très affirmée et des formes vigoureuses, André Rozay renouvelle les thèmes de l'imagerie et de la poterie bornoises qui sont ses sujets favoris. On lui doit des sculptures animalières aux formes très épurées, des portraits, des bustes d'artistes et des personnages en pied (comme la bergère de Marie-Claire).
André Rozay a également fait de très nombreux dessins au style nerveux sur le thème du métier de la poterie, dont certains illustrent les ouvrages de Robert Chaton consacrés à La Borne.